# Meczet Katedralny w Moskwie
Meczet Katedralny (ros. Московская соборная мечеть) – meczet w Moskwie, najważniejszy muzułmański obiekt sakralny na terytorium Rosji i jeden z największych meczetów w Europie.

## Historia

### Pierwszy Meczet Katedralny i jego zniszczenie

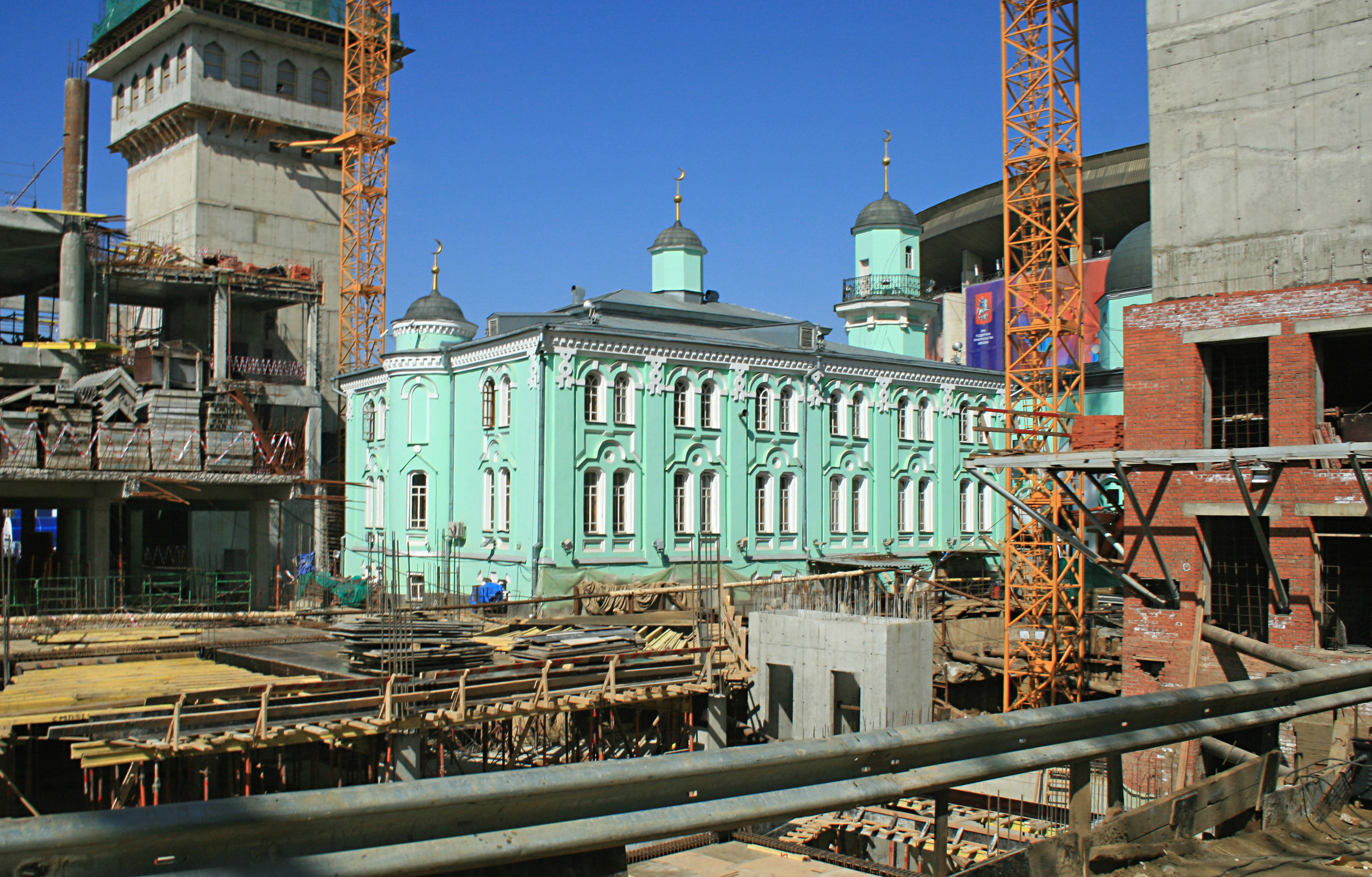
Stary Meczet Katedralny w trakcie budowy nowego, widok z 2009

Na terenie, gdzie znajduje się Meczet Katedralny, w latach 1904–2011 położona była znacznie mniejsza drewniana świątynia muzułmańska. Była ona fundacją tatarskiego kupca Saliha Jerzina. Była nieprzerwanie czynna od ukończenia budowy do 2006, w okresie radzieckim będąc jedynym czynnym meczetem w stolicy. Zabytkowy meczet został zburzony za aprobatą głównych muftich Rosji, którzy podkreślali, że drewniany obiekt był w bardzo złym stanie technicznym, stopniowo popadał w ruinę, a ponadto i tak był zbyt mały, by pomieścić wszystkich wiernych przybywających do niego w główne muzułmańskie święta. W związku ze staraniami muftich obiekt w 2008 r. wykreślono z rejestru zabytków. Zniszczenie meczetu potępiły natomiast niezależne muzułmańskie organizacje rosyjskie oraz grupa Archnadzor, działająca na rzecz ochrony zabytkowej architektury Moskwy. Iljas Tażijew, architekt, który opracował wcześniej projekt przebudowy meczetu, argumentował, że jego zniszczenie nie było konieczne, a zabytek mógł zostać przeniesiony na nowe miejsce. Prawdopodobnie w związku z powstałymi kontrowersjami rada muftich obiecała „odrestaurowanie części historycznej” w kompleksie architektonicznym nowego Meczetu Katedralnego.

### Nowy Meczet Katedralny
Nowy Meczet Katedralny został otwarty 23 września 2015 r. w obecności prezydenta Rosji Władimira Putina, prezydenta Turcji Recepa Tayyipa Erdoğana oraz głowy Autonomii Palestyńskiej Mahmuda Abbasa. Budowa meczetu została sfinansowana z darów, a jej koszt wyniósł 170 mln dolarów. Obiekt może jednorazowo pomieścić 10 tys. modlących się i według rosyjskiej Rady Muftich jest największą tego typu budowlą w Europie – jego powierzchnia wynosi 19 tys. m². Architektura obiektu inspirowana była meczetami Imperium Osmańskiego. W meczecie znajduje się sześć sal modlitewnych, wysokość jego kopuły wynosi 46 metrów, a minaretów – 72 metry. Przy meczecie czynne jest muzeum.